# Kristina Solomoukha
Kristina Solomoukha es una artista ucraniana nacida en Kiev el 15 de noviembre de 1971. Su trabajo artístico se relaciona directamente con la arquitectura, la historia, el simbolismo y el contexto urbano. La dinámica de redes se cuestiona desde su perspectiva, la cual entiende como perturbadora de la comprensión y el uso del espacio urbano.

## Trayectoria
Desarrolló sus estudios en la Escuela de Arte Industrial de Kiev en el departamento de estética industrial entre los años 1986 y 1989. En el año 1995 obtiene su graduado en la Escuela Nacional Superior de Bellas Artes de París y posteriormente, también desarrolla sus formación en la Escuela Regional de Bellas Artes de Nantes y en la Escuela de Arquitectura Malaquais de París en el 2002. A través de distintas residencias y becas desenvuelve parte de sus estudios y trabajo en el extranjero, entre las becas se encuentra la Villa Medicis Extra Muros en 1999 y también, en 2003 la beca Sommerakademie concedidas por la Asociación Francesa de Acción Artística (AFAA) y que le permiten trasladarse a Berlín y a Sao Paulo.
En la actualidad imparte sus lecciones en la Escuela Regional de Bellas Artes de Rennes y también, desde el año 2008, en la Universidad de Arte y Diseño de Suiza.

## Obra
Desde el año 2012 colabora con el artista y comisario Paolo Codeluppi desarrollando diferentes seminarios, instalaciones y vídeos y sus propuestas e investigaciones se centran en la historia y la antropología, incluyendo también diferentes culturas a través de viajes a diferentes países. 